# アンテロ・キヴィ
アンテロ・キヴィ（Lauri Antero Kivi、1904年4月15日 - 1981年6月29日）はフィンランドの陸上競技選手である。彼は、1928年に開催されたアムステルダムオリンピックの男子円盤投で銀メダルを獲得した。

## 経歴
アムステルダムオリンピックの男子円盤投は、19の国から34人の選手が出場して1928年8月1日に実施された。選手たちは4つのグループに分けられ、予選で上位の成績を収めた6人のみが同日の決勝に進むことになっていた。キヴィは予選の3投目で45メートル79センチを投げて予選1組1位となり、全体でも3番目の成績を収めて決勝に勝ち残った。
決勝では2投目で47メートル23センチと記録を伸ばした。しかし、当時の世界記録保持者で前回パリオリンピックの金メダリストでもあるアメリカ代表のクラレンス・ハウザーが予選で出していたオリンピック新記録47メートル32センチを超えることはできず、銀メダルを獲得することになった。